# フェアリードール
フェアリードールとは、
1. 2011年生れのばんえい競走の競走馬。父サンデーブライアン、母ハタノダイヤ（ダイヤテンリユウ）。2015年に重賞のクインカップを制している[1]。
2. 日本の、1989年生まれの競走馬。父ロングリート、母ヘルメスレディ（母父ゴールデンパス）。福島勝厩舎に所属していたが、未出走のまま引退した[2]。
3. アメリカの、1991年生まれの競走馬、繁殖牝馬。本項にて記述。

フェアリードール（欧字名:Fairy Doll、1991年2月13日 - 2009年5月6日）は、アメリカで生産された競走馬、繁殖牝馬。競走馬としては1戦0勝に終わったが、繁殖牝馬として日本輸入後に3頭の重賞勝ち馬を輩出し大きな成功を収めた。

## 生涯
1994年4月にイギリスのニューマーケット競馬場で開催されたメイドン競走でデビューした（結果は5着）が、この1戦のみで引退。
その後日本に輸入され、1995年から北海道早来町のノーザンファームで繁殖入りした。初年度はサンデーサイレンスが配合され、そして生まれたのが2001年エリザベス女王杯など重賞4勝を挙げたトゥザヴィクトリーである。さらにトゥザヴィクトリーの全きょうだいであるビーポジティブとサイレントディールも後に重賞を制覇した。またビスクドール、ベネンシアドール、フェアリーダンスの3頭は競走馬としては結果を残せなかったが、それぞれ繁殖入り後に重賞勝ち馬を生んでいる。
フェアリードール自身は2009年5月4日にアグネスタキオンとの仔（後のフェアリーダンス）を出産した5日後の5月9日に急死した。
2024年11月4日、10番仔フィエラメンテの孫のアンモシエラがJBCレディスクラシックを優勝し、一族初のダートGI制覇を達成した。

## 繁殖成績
|        | 生年   | 馬名               | 性 | 毛色 | 父                 | 馬主                           | 管理調教師                       | 戦績                                                                                          | 出典   |
| ------ | ------ | ------------------ | -- | ---- | ------------------ | ------------------------------ | -------------------------------- | --------------------------------------------------------------------------------------------- | ------ |
| 初仔   | 1996年 | トゥザヴィクトリー | 牝 | 鹿毛 | サンデーサイレンス | 金子真人                       | 栗東・池江泰郎                   | 21戦6勝（抹消、繁殖） エリザベス女王杯（GI） 阪神牝馬特別（GII） 府中牝馬S、クイーンS（GIII） | [ 6 ]  |
| 2番仔  | 1997年 | ゴーナウ           | 牡 | 栗毛 | トニービン         | 金子真人 →吉田俊介             | 栗東・池江泰郎 →北海道・廣森久雄 | 18戦13勝（抹消、種牡馬）                                                                      | [ 7 ]  |
| 3番仔  | 1998年 | ビスクドール       | 牝 | 栗毛 | サンデーサイレンス | （有）社台レースホース         | 美浦・和田正道                   | 8戦0勝（抹消、繁殖）                                                                          | [ 8 ]  |
| 4番仔  | 1999年 | ビーポジティブ     | 牝 | 栗毛 | サンデーサイレンス | 金子真人                       | 栗東・池江泰郎                   | 19戦3勝（抹消、繁殖） クイーン賞（GIII）                                                      | [ 9 ]  |
| 5番仔  | 2000年 | サイレントディール | 牡 | 栗毛 | サンデーサイレンス | 金子真人ホールディングス（株） | 栗東・池江泰郎                   | 50戦7勝（抹消、種牡馬） 佐賀記念、シンザン記念、武蔵野S（GIII）                               | [ 10 ] |
| 6番仔  | 2003年 | ギーニョ           | 牝 | 鹿毛 | サンデーサイレンス | 金子真人ホールディングス（株） | 栗東・池江泰郎                   | 26戦2勝（抹消、繁殖）                                                                         | [ 11 ] |
| 7番仔  | 2004年 | ビーアタッチトゥー | 牡 | 栗毛 | フレンチデピュティ | 吉田俊介                       | 北海道・廣森久雄                 | 不出走                                                                                        | [ 12 ] |
| 8番仔  | 2005年 | クリスタルウイング | 牡 | 鹿毛 | アドマイヤベガ     | 山本英俊                       | 美浦・藤沢和雄                   | 23戦4勝（抹消）                                                                               | [ 13 ] |
| 9番仔  | 2006年 | ベネンシアドール   | 牝 | 鹿毛 | キングカメハメハ   |                                |                                  | 不出走                                                                                        | [ 14 ] |
| 10番仔 | 2008年 | フィエラメンテ     | 牝 | 鹿毛 | タニノギムレット   | （有）サンデーレーシング       | 栗東・池江泰寿                   | 6戦0勝（抹消、繁殖）                                                                          | [ 15 ] |
| 11番仔 | 2009年 | フェアリーダンス   | 牝 | 栗毛 | アグネスタキオン   | 吉田勝己                       | 栗東・池江泰寿                   | 4戦0勝（抹消、繁殖）                                                                          | [ 16 ] |

## 主要なファミリーライン
「f」は「filly（牝馬）」、「c」は「colt（牡馬）」、「g」は「gelding（騸馬）」の略。太字はGI級競走優勝馬。#は重賞競走優勝馬。
- Toxophilite Mare 1861 - F-No.9-f始祖
  - Black Star 1880
    - The Appl 1886
      - One I Love 1893
        - Affection 1914 ---←アフェクション牝系に戻る
          - Escutcheon 1927
            - Strange Device 1938
              - Most Likely 1953
                - Likely Swap 1962
                  - Likely Exchange 1974
                    - Dream Deal 1986
                      - *フェアリードール 1991---↓（改行）

---↓フェアリードール牝系
- フェアリードール 1991 f
  - トゥザヴィクトリー 1996 f（エリザベス女王杯など重賞4勝）
    - アゲヒバリ 2004 f
      - メドウラーク# 2011 c（七夕賞、阪神ジャンプステークス）
      - リオンリオン# 2016 c（青葉賞、セントライト記念）

    - トゥザグローリー# 2007 c（京都記念など重賞5勝）
    - トゥザワールド# 2011 c（弥生賞）
    - トーセンビクトリー# 2012 f（中山牝馬ステークス）

  - ゴーナウ 1997 c（13勝、種牡馬）
  - ビスクドール 1998 f
    - アイスドール 2003 f（OP特別1勝）
      - アイスジャイアント# 2019 c（JBC2歳優駿）

    - ドリームローズ 2005 f
      - マイネルヘルツアス# 2017 c（ロータスクラウン賞）

    - ジュモー 2006 f
      - プロフェット# 2013 g（京成杯）
      - クラージュゲリエ# 2016 c（京都2歳ステークス）

    - バトードール# 2007 c（報知グランプリカップ）
    - オウケンビリーヴ# 2013 f（クラスターカップ）

  - ビーポジティブ# 1999 f（クイーン賞）
    - シルバーフォックス 2008 f
      - シビックドライヴ# 2018 c（サンライズカップ）

    - トリップ 2009 c（OP特別1勝、ジャパンダートダービー2着）

  - サイレントディール# 2000 c（武蔵野ステークス、佐賀記念、シンザン記念）
  - ベネンシアドール 2006 f
    - デニムアンドルビー# 2010 f（ローズステークス、フローラステークス）
    - ラーゴブルー# 2014 f（マリーンカップ、東京シンデレラマイル）
    - キタノコマンドール 2015 c（OP特別1勝、種牡馬）

  - フィエラメンテ 2008 f
    - サンドクイーン 2015 f
      - アンモシエラ 2021 f（JBCレディスクラシック、ブルーバードカップ）

  - フェアリーダンス 2009 f
    - フェアリーポルカ# 2016 f（福島牝馬ステークス、中山牝馬ステークス）

ゴーナウは種牡馬として4頭の産駒を残し、そのうちの牝駒ドミネーションの仔のマサヤが佐賀で重賞を6勝する活躍を見せた。
- 出典：牝系検索α

## 血統表
| フェアリードール（Fairy Doll）の血統 | フェアリードール（Fairy Doll）の血統           | フェアリードール（Fairy Doll）の血統           | （血統表の出典）                               | （血統表の出典） |
| 父系                                 | ヌレイエフ系                                   | ヌレイエフ系                                   | ヌレイエフ系                                   |                  |
| 父 Nureyev 鹿毛 1977                 | 父の父Northern Dancer 鹿毛 1961                | Nearctic                                       | Nearco                                         | Nearco           |
| 父 Nureyev 鹿毛 1977                 | 父の父Northern Dancer 鹿毛 1961                | Nearctic                                       | Lady Angela                                    |                  |
| 父 Nureyev 鹿毛 1977                 | 父の父Northern Dancer 鹿毛 1961                | Natalma                                        | Native Dancer                                  | Native Dancer    |
| 父 Nureyev 鹿毛 1977                 | 父の父Northern Dancer 鹿毛 1961                | Natalma                                        | Almahmoud                                      |                  |
| 父 Nureyev 鹿毛 1977                 | 父の母Special 鹿毛 1969                        | Forli                                          | Aristophanes                                   | Aristophanes     |
| 父 Nureyev 鹿毛 1977                 | 父の母Special 鹿毛 1969                        | Forli                                          | Trevisa                                        |                  |
| 父 Nureyev 鹿毛 1977                 | 父の母Special 鹿毛 1969                        | Thong                                          | Nantallah                                      | Nantallah        |
| 父 Nureyev 鹿毛 1977                 | 父の母Special 鹿毛 1969                        | Thong                                          | Rough Shod                                     |                  |
| 母 Dream Deal 栗毛 1986              | 母の父Sharpen Up 栗毛 1969                     | *エタン                                        | Native Dancer                                  | Native Dancer    |
| 母 Dream Deal 栗毛 1986              | 母の父Sharpen Up 栗毛 1969                     | *エタン                                        | Mixed Marriage                                 |                  |
| 母 Dream Deal 栗毛 1986              | 母の父Sharpen Up 栗毛 1969                     | Rocchetta                                      | Rockefella                                     | Rockefella       |
| 母 Dream Deal 栗毛 1986              | 母の父Sharpen Up 栗毛 1969                     | Rocchetta                                      | Chambiges                                      |                  |
| 母 Dream Deal 栗毛 1986              | 母の母Likely Exchange 鹿毛 1974                | Terrible Tiger                                 | Amerigo                                        | Amerigo          |
| 母 Dream Deal 栗毛 1986              | 母の母Likely Exchange 鹿毛 1974                | Terrible Tiger                                 | Proprietress                                   |                  |
| 母 Dream Deal 栗毛 1986              | 母の母Likely Exchange 鹿毛 1974                | Likely Swap                                    | Swaps                                          | Swaps            |
| 母 Dream Deal 栗毛 1986              | 母の母Likely Exchange 鹿毛 1974                | Likely Swap                                    | Most Likely                                    |                  |
| 母系(F-No.)                          | (FN:9-f)                                       | (FN:9-f)                                       | (FN:9-f)                                       | [ § 2 ]          |
| 5代内の近親交配                      | Nearco 4×5、Native Dancer 4×4、Hyperion 5・5×5 | Nearco 4×5、Native Dancer 4×4、Hyperion 5・5×5 | Nearco 4×5、Native Dancer 4×4、Hyperion 5・5×5 | [ § 3 ]          |
| 出典                                 | 1. 2. 3.                                       | 1. 2. 3.                                       | 1. 2. 3.                                       | 1. 2. 3.         |

- 母Dream Dealは1989年モンマスオークス優勝馬。
- 祖母Likely Exchangeは1979年デラウェアハンデキャップ優勝馬。
- 母の半妹ヘバの産駒にヘッドライナー（2010年CBC賞）、曾孫にタガノトネール（2015年サマーチャンピオン、2016年武蔵野ステークス）とタガノエスプレッソ（2014年デイリー杯2歳ステークスなど重賞4勝）がいる。
- 半妹Clear Mandateの産駒に2013年米ホープフルステークス優勝馬のStrong Mandateがいる。
- そのほかの近親はアフェクション_(競走馬)#牝系図を参照。